# The tattooed sheep
|  | Denne artikel er oprettet af botten PalnaBot ud fra en ekstern database. Den kan derfor have sproglige fejl eller mangler. Denne skabelon kan fjernes efter kontrol af indholdet. |

The tattooed sheep er en eksperimentalfilm fra 1992 instrueret af Knud Vesterskov efter eget manuskript.

## Handling
De poetiske engelske tekster sigter efter undervisning i 1. og 2. g, HF og tilsvarende niveauer. De skrevne tekster stammer fra 1899-1920 og er brugt efter den Burroughske cut-up metode, medens den talte tekst er nutidig moderne lyrik. Desværre kan Dansklærerforeningens analysemodel fra 1985 ikke længere bruges som analysemodel for videoen.